# مایکل اوبیکو
مایکل اوبیکو (انگلیسی: Michael Obiku؛ زادهٔ ۲۴ سپتامبر ۱۹۶۸) بازیکن سابق فوتبال اهل نیجریه است.
از باشگاه‌هایی که در آن بازی کرده‌است می‌توان به باشگاه فوتبال آزد آلکمار، باشگاه فوتبال آویسپا فوکوئوکا، باشگاه فوتبال فاینورد، باشگاه فوتبال رئال مایورکا و باشگاه فوتبال هلسینگبورگس اشاره کرد.